# Auburn Hills, Michigan
Auburn Hills je grad u američkoj saveznoj državi Michigan. Grad upravo pripada okrugu Oakland.

## Povijest
Auburn Hills je osnovan kao Auburn 1821. godine, ime je dobio prema prvome naseljeniku Aaronu Websteru. Njegova pilana i mlin za žito privlači naseljenika u grad. Grad je preimenovan Amy 1880. godine, a službeno je postao Auburn Hills 1919. godine. Status grada Auburn Hills dobio je 1983. godine.

## Stanovništvo
Prema popisu stanovništva iz 2000. godine grad je imao 19.837 stanovnika, 8.064 domaćinstava i 4.604 obitelji koje su živjele na području grada, prosječna gustoća naseljenosti bile je 461 stan./km².
Prema rasnoj podjeli u gradu živi najviše bijelca koji ima 75,92%, druga najbrojnija rasa su afroamerikanaci kojih ima 13,22%, dok je treća po brojnosti rasa azijati koji ima 6,33%, dok indijanaca ima 0,32%.

## Šport
Dvorana The Palace of Auburn Hills, često jednostavno nazivana Palace, je višenamjenska dvorana u Auburn Hills. Otvorena je 1988. godine, a dom je Detroit Pistonsa (NBA). Od 1998. godine dom je i Detroit Shocka (WNBA) i još nekih klubova iz Detroita.

## Vanjske poveznice
- Službene stranice grada